# Học viện Khoa học Xã hội
Học viện Khoa học Xã hội (tên giao dịch quốc tế: Graduate Academy of Social Sciences, GASS) được thành lập theo Quyết định số 35/QĐ-TTg ngày 10/1/2010 của Thủ tướng Chính phủ. Học viện Khoa học xã hội là cơ sở giáo dục, đơn vị sự nghiệp trực thuộc Viện Hàn lâm Khoa học xã hội Việt Nam có tư cách pháp nhân, con dấu và tài khoản riêng, có chức năng và nhiệm vụ chính sau đây:
- Đào tạo và cấp văn bằng thạc sĩ và tiến sĩ về khoa học xã hội theo quy định của pháp luật; quản lý thống nhất các hoạt động đào tạo sau đại học của các cơ sở đào tạo thuộc Viện Hàn lâm Khoa học Xã hội Việt Nam;
- Gắn kết đào tạo với nghiên cứu khoa học về khoa học xã hội;
- Tư vấn về đào tạo và phát triển nguồn nhân lực có chất lượng cao về khoa học xã hội.

Học viện Khoa học xã hội hoạt động theo Quy chế tổ chức và hoạt động do Viện Hàn lâm Khoa học xã hội Việt Nam ban hành, phù hợp với Điều lệ trường Đại học ban hành kèm theo Quyết định 153/2003/QĐ-TTg ngày 30/7/2003 của Thủ tướng Chính phủ.

## Cơ cấu tổ chức

### Ban lãnh đạo
Ban Lãnh đạo Học viện Khoa học xã hội gồm Giám đốc và các Phó Giám đốc:
- Giám đốc Học viện Khoa học xã hội: PGS.TS. Nguyễn Huy Hoàng
- Phó Giám đốc: PGS.TS. Bùi Nguyên Khánh; PGS.TS. Vũ Tuấn Hưng; TS. Trần Minh Đức

### Các phòng ban
Học viện Khoa học xã hội bao gồm các Đơn vị chức năng; các Khoa và Bộ môn; các Trung tâm và các Cơ sở khác.

## Các Khoa
- Khoa Triết học, Chính trị học và Tôn giáo học
- Khoa Luật học
- Khoa Kinh tế học
- Khoa Khoa học quản lý
- Khoa Chính sách công
- Khoa Xã hội học, Tâm lý học và Công tác xã hội
- Khoa Văn học - Hán Nôm
- Khoa Văn hóa - Ngôn ngữ học
- Khoa Dân tộc học - Nhân học, Sử học và Khảo cổ học
- Trung tâm Đào tạo khoa học cơ bản

## Đào tạo

### Tiến sĩ
Các ngành, chuyên ngành đào tạo:
- Ngôn ngữ học
- Ngôn ngữ học so sánh, đối chiếu
- Ngôn ngữ Việt Nam
- Ngôn ngữ các dân tộc thiểu số Việt Nam
- Hán nôm
- Lý luận văn học
- Văn học Việt Nam
- Văn học dân gian
- Văn học nước ngoài
- Lịch sử thế giới
- Lịch sử Việt Nam
- Kinh tế chính trị
- Quản lý kinh tế
- Kinh tế học
- Kinh tế phát triển
- Kinh tế quốc tế
- Nhân học
- Văn hóa học
- Tôn giáo học
- Khảo cổ học
- Tâm lý học
- Xã hội học
- .Triết học
- Chủ nghĩa duy vật biện chứng và chủ nghĩa duy vật lịch sử
- Lô-gic học
- Đạo đức học
- Mỹ học
- Luật hiến pháp và luật hành chính
- Luật hình sự và tố tụng hình sự
- Luật kinh tế
- Tội phạm học và phòng ngừa tội phạm
- Quản trị kinh doanh
- Quản lý giáo dục
- Chính sách công
- Công tác xã hội
- Chính trị học

### Thạc sĩ
Các ngành, chuyên ngành đào tạo:
- Hán Nôm
- Triết học
- Lịch sử Việt Nam
- Dân tộc học
- Xã hội học
- Văn hóa học
- Tội phạm học và phòng ngừa tội phạm
- Luật kinh tế
- Luật hiến pháp và luật hành chính
- Luật hình sự và tố tụng hình sự
- Quyền con người
- Lý luận và lịch sử nhà nước pháp luật
- Tâm lý học
- Ngôn ngữ học
- Chính sách công
- Công tác xã hội
- Quản trị kinh doanh
- Quản lý giáo dục
- Phát triển bền vững
- Văn học Việt Nam
- Văn học nước ngoài
- Văn học dân gian
- Lý luận văn học
- Kinh tế học
- Việt Nam học
- Châu Á học
- Châu Âu học
- Chính trị học
- Khảo cổ học
- Kinh tế quốc tế
- Phát triển con người
- Quản lý kinh tế
- Tôn giáo học
- Quản lý khoa học và công nghệ
- Tài chính ngân hàng
- Ngôn ngữ Anh
- Công tác xã hội (Chương trình liên kết với Phi-lip-pin)

## Các ấn phẩm tạp chí[2]
- Tạp chí Nhân lực Khoa học xã hội ra đời tháng 1/2013 căn cứ theo Giấy phép hoạt động số 1213/GP-BTTTT ngày 10 tháng 7 năm 2012 của Bộ Thông tin và Truyền thông về việc cấp giấy phép hoạt động báo chí, và Quyết định số 1144/QĐ-KHXH ngày 23 tháng 7 năm 2012 của Chủ tịch Viện Hàn lâm Khoa học xã hội Việt Nam về việc thành lập Tạp chí. Tạp chí xuất bản định kỳ một số/tháng.
- Ngay sau khi xuất bản được 03 số năm 2013, Tạp chí Nhân lực Khoa học xã hội đã được Hội đồng chức danh Giáo sư Nhà nước đưa vào tính điểm phong học hàm các ngành như: Luật học; Liên ngành Triết học, Chính trị học, Xã hội học; Liên ngành Tâm lý học, Giáo dục học. Đến năm 2014, một số ngành đã được nâng điểm lên mức tối đa như: Luật học; Tâm lý học. Năm 2016, một số ngành tiếp tục được đưa vào tính điểm như: Ngôn ngữ học; Văn học; Kinh tế…

## Hợp tác trong nước và quốc tế
- Liên kết đào tạo quốc tế:

Đào tạo Thạc sĩ Kinh tế quốc tế liên kết với Trường ĐH Paris - Dauphine (Pháp).
Đào tạo Thạc sĩ Công Tác Xã hội liên kết với Học viện Xã hội Châu Á (ASI) (Chương trình liên kết với Phi-lip-pin).
- Hợp tác trong nước:

Học viện Khoa học xã hội đã ký kết biên bản ghi nhớ hợp tác với Khoa Luật - Đại học Quốc gia Hà Nội, Trường Đại học Mở Hà Nội, Học viện Báo chí và Tuyên truyền, Học viện Dân tộc, Học viện Tư pháp,.v.v.
- Hợp tác quốc tế:

Học viện Khoa học xã hội đã ký thỏa thuận hợp tác với Đại học Angelo State, Texas, Mỹ; trao đổi Thỏa thuận hợp tác với Trường Đại học Nantes (Pháp); ký kết và trao đổi Thỏa thuận về hợp tác khoa học quốc tế với Trường Đại học Quốc gia Chelybinsk (Liên Bang Nga); ký kết Biên bản Thỏa thuận ghi nhớ giữa Học với Trường Đại học Quốc tế Nhật Bản (International University of Japan – IUJ); thỏa thuận hợp tác với Viện nhân quyền và Luật nhân đạo Wallenberg, Đại học Lund, Thụy Điển; thỏa thuận hợp tác với Trường Đại học Tampera, Phần Lan; thỏa thuận hợp tác với Trung tâm Nhân quyền Na Uy, Khoa luật, Đại học Oslo về Quyền con người và Phát triển bền vững; ký Biên bản Thoả thuận hợp tác với Trường Chang Jung Christian University (Đài Loan); ký thỏa thuận hợp tác mới Viện chủ nghĩa Mác, Đại học Sư phạm Quảng Tây (Trung Quốc).v.v.